# Rhodelinda
Rhodelinda is een geslacht van koralen uit de familie van de Clavulariidae.

## Soort
- Rhodelinda gardineri Gohar, 1940